# Tiger Hillarp Persson
Tiger Hillarp Persson (ur. 28 października 1970 w Malmö) – szwedzki szachista, arcymistrz od 1999 roku.

## Kariera szachowa
Od połowy lat 90. należy do ścisłej czołówki szwedzkich szachistów. W 2003 r. zdobył w Umei tytuł wicemistrza Szwecji, w 2005 r. w Göteborgu - medal brązowy, a w latach 2007 (w Sztokholmie) i 2008 (w Vaxjo) – złote.
Wielokrotnie reprezentował Szwecję w turniejach drużynowych, m.in.: ośmiokrotnie na olimpiadach szachowych (w latach 1996, 1998, 2002, 2004, 2006, 2008, 2010, 2014); dwukrotny medalista: indywidualnie – dwukrotnie brązowy (1998 – na VI szachownicy, 2008 – na III szachownicy) oraz trzykrotnie na drużynowych mistrzostwach Europy (w latach 1999, 2005, 2007).
Wystąpił w wielu międzynarodowych turniejach, zwyciężając bądź dzieląc I miejsca m.in. w:
- Sztokholmie (1993/94, turniej Rilton Cup, wspólnie z Larsem Bo Hansenem i Jonny Hectorem),
- Sollentunie (1995, wspólnie z m.in. Jewgienijem Agrestem),
- Gausdal (1996, wspólnie z Margeirem Peturssonem),
- Limhamn (1998),
- Kopenhadze – dwukrotnie w turniejach Politiken Cup (1998, wspólnie z m.in. Hannesem Stefanssonem i Larsem Schandorffem oraz 1999, wspólnie z Aleksandrem Baburinem),
- Göteborgu (1999, Excelsior Cup, wspólnie z Mihailem Marinem),
- Gentofte (1999),
- Yorku (1999, wspólnie z Aleksiejem Barsowem i Julianem Hodgsonem),
- Saint Helier – dwukrotnie (2000, 2004),
- Rønne (2001),
- Barcelonie – dwukrotnie (2003, 2004)
- Banyoles (2006, wspólnie z m.in. Siergiejem Tiwiakowem i Wiktorem Korcznojem),
- Malmö (2008, turniej Sigeman & Co),
- Malakoffie (2012),
- Halmstad (2014, wspólnie z Emanuelem Bergiem)[8],
- Sztokholmie (2014/15, turniej Rilton Cup, wspólnie z Jonem Ludvigiem Hammerem)[9].

Do swoich sukcesów zaliczyć również może II miejsca w mistrzostwach krajów nordyckich w Vammali (2005, za Jewgienijem Agrestem) oraz dwukrotnie w turniejach Sigeman & Co w Malmö (2006, za Janem Timmanem, wspólnie z Suatem Atalikiem oraz 2007, za Iwanem Czeparinowem, wspólnie z Janem Timmanem i Emanuelem Bergiem).
Najwyższy ranking w dotychczasowej karierze osiągnął 1 kwietnia 2009 r., z wynikiem 2618 zajmował wówczas pierwsze miejsce wśród szwedzkich szachistów.